# Хуйларт
Хуйларт (на нидерландски: Hoeilaart) е селище в Централна Белгия, окръг Хале-Вилворде на провинция Фламандски Брабант. Населението му е около 10 100 души (2006).

## Известни личности
Починали в Хуйларт
- Ян ван Рьосбрук (1293-1383), писател